# ディエゴ・ペレス
ディエゴ・フェルナンド・ペレス・アグアド（Diego Fernando Pérez Aguado, 1980年5月18日 - ）は、ウルグアイ・モンテビデオ出身の元同国代表サッカー選手、現サッカー指導者。現役時代のポジションはミッドフィールダー。主にボランチを務める。

## 経歴

### クラブ
1999年に母国のデフェンソール・スポルティングでデビュー。プロ2年目の2000年にはレギュラーを掴み、2004年にCAペニャロールに移籍する。ここでも安定した活躍が評価され、夏にはASモナコを率いるディディエ・デシャン監督に引き抜かれて欧州挑戦を始める。リーグ・アン挑戦当初は途中出場が多く、激しいプレイスタイル故の警告の多さもあってなかなかレギュラーを掴めずにいた。2006-07シーズンからは、それまでボランチのレギュラーを務めていたアキス・ジコスの移籍や同僚のケガなどもあり、徐々に先発出場の機会も増えている。
2010年夏にイタリアのボローニャFCに移籍。2013年8月、新たに契約を2年間延長した。2014-15シーズン終了を以て現役を引退し、クラブのプリマヴェーラにおいてアシスタントコーチを務める。

### 代表
ウルグアイ代表では4度のコパ・アメリカと南アフリカW杯に出場。2011年7月17日のコパ・アメリカ2011準々決勝のアルゼンチン戦では代表通算68試合目の出場にして初得点となる先制ゴールを挙げた。

## 代表歴

### 出場大会
- ウルグアイ代表
  - 2010 FIFAワールドカップ
  - 2014 FIFAワールドカップ

### 試合数
- 国際Aマッチ 89試合 2得点（2001年-2014年）[3]

| ウルグアイ代表 | 国際Aマッチ | 国際Aマッチ |
| 年             | 出場        | 得点        |
| -------------- | ----------- | ----------- |
| 2001           | 8           | 0           |
| 2002           | 3           | 0           |
| 2003           | 0           | 0           |
| 2004           | 6           | 0           |
| 2005           | 5           | 0           |
| 2006           | 3           | 0           |
| 2007           | 10          | 0           |
| 2008           | 5           | 0           |
| 2009           | 8           | 0           |
| 2010           | 12          | 0           |
| 2011           | 14          | 1           |
| 2012           | 6           | 0           |
| 2013           | 7           | 1           |
| 2014           | 2           | 0           |
| 通算           | 89          | 2           |

## タイトル
ウルグアイ
- コパ・アメリカ : 2011